# Namejs' ring
Namejs' ring (lettisk: Nameja gredzens) er en traditionel lettisk ring, som er yderst populær i Letland, hvor man kan købe den over alt i landet. Ringen forestiller tre reb, som er bundet sammen ved hjælp af en mindre tråd. De tre reb symboliserer Letlands tre regioner Letgallen, Livland og Kurland. Den tynde tråd symboliserer middelalderkongen Namejs, som skulle være ham som forenede de tre regioner, som før var splittede. Efter sammenlægning stod letterne stærkere mod fælles fjender. Ringen er oftest i sølv, men man kan også få den i guld. Ifølge traditionen må man ikke købe ringen til sig selv, men man skal derimod få den foræret.  